# M3 Half-track
L'M3 va ser un vehicle semieruga desenvolupat durant la Segona Guerra Mundial, en paral·lel a un sistema semblant l'M2, per l'Exèrcit dels Estats Units i que va ser àmpliament usat pels Aliats de la Segona Guerra Mundial. Uns 43.000 van ser produïts i van ser subministrats als diversos fronts durant la guerra.

## Naixement
Durant la Segona Guerra Mundial una de les majors preocupacions de l'exèrcit dels EUA era dotar a la infanteria de mobilitat, motoritzant les dotacions. Aquesta necessitat de mecanitzar la infanteria es va fer evident la dècada del 1930. Però els camions comuns eren problemàtics per a fer-ho, ja que els soldats de peu eren vulnerables a enemics amb bona potència ofensiva i alhora no disposaven de bones prestacions camp a través. Es va pensar llavors, en un sistema que es desplacés mitjançant erugues però en aquell moment resultava massa car i es va desestimar. Els britàncics però en van desenvolupar un de totalment mogut per erugues: el Bren Carrier i això, tot i no convèncer l'administració i l'exèrcit dels Estats Units, va obrir-los els ulls, demostrant que no era una mala idea. En adonar-se'n van redireccionar la creació a un mitjà entremig entre un amb tracció per erugues i un amb tracció per rodes, un semi-eruga. Elegit el sistema de tracció que s'usaria hi van començar a treballar, l'objectiu principal era que pogués transportar la infanteria de forma eficient. El projecte final el van batejar amb el nom d'M3 Halftrack. Ja abans la Holt Tractor Company havia dissenyat algun projecte basat en camions, als que va substituir l'eix posterior per un sistema d'erugues però no es va consolidar aquesta tecnologia fins al 1940, on va prendre un rumb més clar.

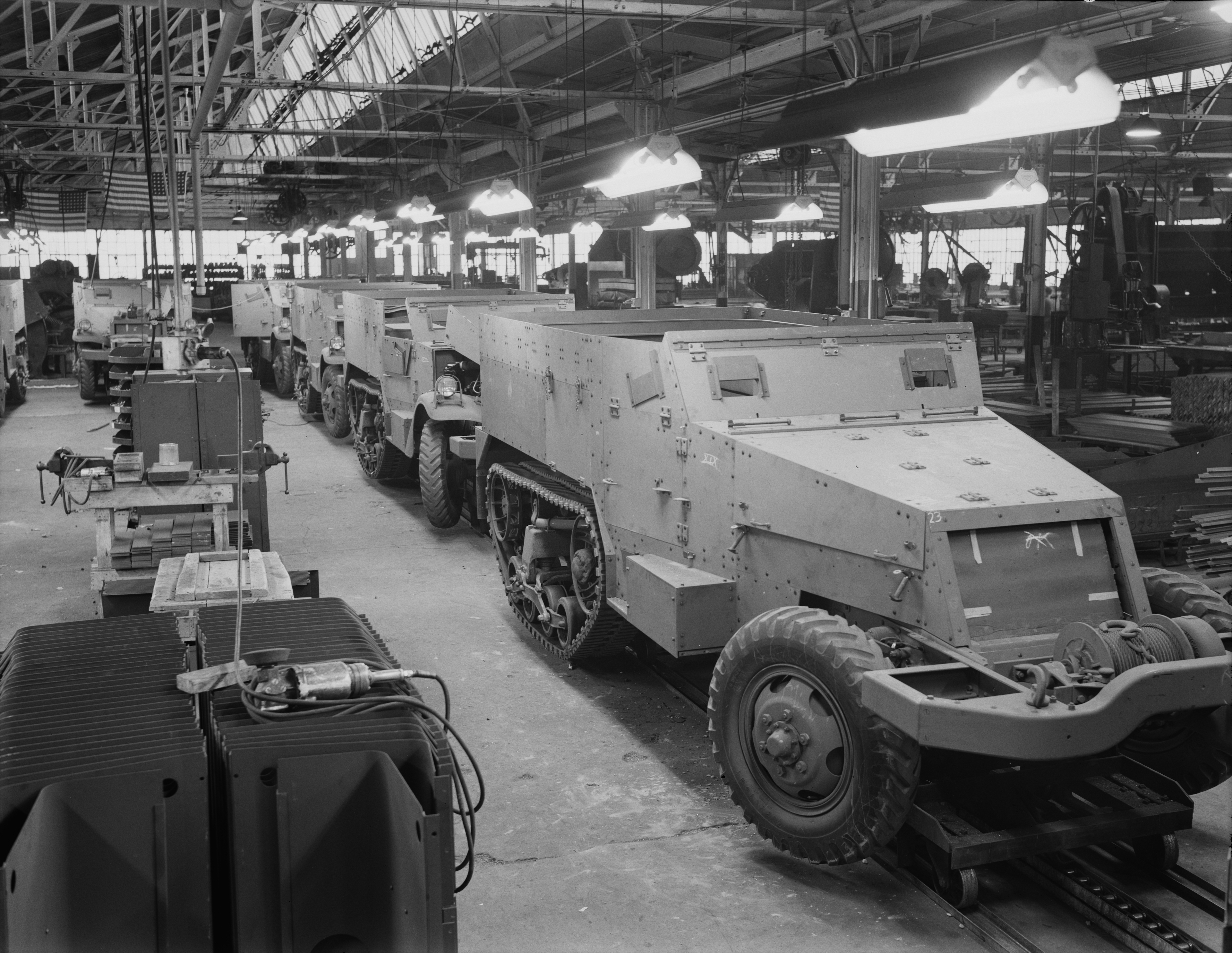
Cadena de muntatge de M3 Half-tracks a Ohio.

## Producció
Les brillants i ràpides victòries nazis als fronts de França van situar les Panzerdivisonen alemanyes com un objectiu a imitar i vèncer. De les divisions mecanitzades alemanyes, imitant l'SdKfz 251 en van extreure moltes idees i els va acabar de convèncer de la necessitat d'un vehicle semblant. Finalment el 17 d'octubre de 1940 es va aprovar definitivament la seva producció. El contracte inicial es va concedir a l'Autocar Company of Ardmore, de Pennsilvània, que s'encarregaria de fabricar els primers M2 i M3. Però es va fer evident que una sola companyia no podia satisfer tota la necessitat de l'exèrcit i per això es va ampliar el contracte a White Motors Campany, de Clevelant (Ohio) i Diamond T Motor Car Company, de Chicago (Illinois).

## Modificació antiaèria
El vehicle M3 Half-track va ser molt usat com a base per a vehicles especialitzats. Se li van fer una gran varietat de modificacions afegint-li peces d'artilleria, canons anit-tanc, morters, metralladores, sistemes anti-aèris... La modificació més important i més útil va ser la antiaèria. 

Els primers intents d'adaptar el sistema per fer-lo antiaeri mòbil van ser de W. L. Maxson Corp. Amb una torreta giratòria Maxons M33 dirigida per un home protegit per una planxa blindada va ser la primera aportació al projecte. A la part posterior del vehicle se li va afegir un generador elèctric que permetia el moviment de la torreta. Una altra torreta dissennyada per Martin Aircraft i denominada T1E3 també va ser afegida, en primer lloc es va usar en el semi-eruga M2 però finalment es va usar l'M3 que resultava més pràctic (ja que és d'una mida superior). Posteriorment es va redissenyar la torreta Maxson permetent contenir fins a 4 metralladores de 12,7mm, que van resultar tan útils i satisfactoris que els M3 anti-aèris van rebre una denominació pròpia: M16 MGMC.

## Ús

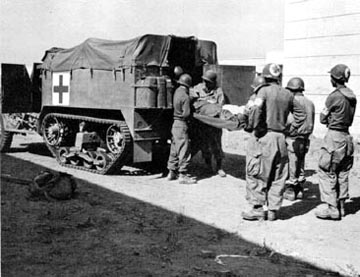
Modificació de l'M3 com a ambulància prop d'Anzio, Itàlia.

Durant tota la guerra aquests vehicles van ser molt usats demostrant ser peces valuoses en el camp de batalla. a causa de la seva utilitat i fiabilitat, cada divisió cuirassada dels EUA tenia una companyia antiaèria dotada d'aquests vehicles. Van ser principalment usats per a defensar posicions estratègiques com ponts, línies ferroviàries... però a mesura que la Luftwaffe anava perdent força al cel per l'evident superioritat aèria Nord Americana aquests vehicles van ser usats per donar suport a la infanteria, la seva extraordinària potència de foc, pensada per abatre avions de combat, delmava la infanteria nazi. Això va provocar que es guanyés el tètric sobrenom de The Meat Chopper (la picadora de carn). Al final de la guerra va ser una de les poques modificacions encara útils de l'M3. Posteriorment també va ser usada la variant M16 durant la Guerra de Corea principalment com a mitjà de suport terrestre, davant dels atacs en massa dels soldats xinesos. Després va ser substituït per un vehicle de dos canons de 40mm denominat M42 Duster, i l'M16 restà en mans de les dotacions de les unitats de la Guàrdia dels EUA fins a la dècada dels 60.

## Diferències entre l'M2 i l'M3
Tot i que són dos vehicles molt semblants exteriorment (encara que l'M2 és lleugerament més petit que l'M3), ja que tenen la mateixa arquitectura, tenen diferències internes bastant significatives. L'M2 estava més pensat com a sistema per al transport de municions i queviures. Per això tenia dos grans caixes darrere del seient del conductor. I es podia arribar al volant per unes portes laterals blindades al costat. Per altra banda l'M3 era completament obert des del compartiment de conducció fins a darrere. Va ser més usat com a base per a posteriors especialitzacions. L'M3 fou més reconegut i útil en combat, tot i que l'M2 també va servir eficientment realitzant la seva tasca.